# Браїлки
Браїлки́ — село в Україні, у Мачухівській сільській громаді Полтавського району Полтавської області. Населення становить 3 осіб. До 2020 орган місцевого самоврядування — Плосківська сільська рада.

## Історія
Браїлки — відомі з 17 ст., у 1660—1670 рр. тут був хутір полтавського городового отамана, полкового осавула Івана Браїла (Браїлка), у 1859 р. — 5 дворів, 30 жителів, у 1926 р. — 18 дворів, 79 жителів.
12 червня 2020 року, відповідно до розпорядження Кабінету Міністрів України № 721-р «Про визначення адміністративних центрів та затвердження територій територіальних громад Полтавської області», село увійшло до складу Мачухівської сільської громади.
19 липня 2020 року, в результаті адміністративно - територіальної реформи та ліквідації  Решетилівського району, село увійшло до складу новоутвореного Полтавського району.

## Географія
Село Браїлки знаходиться на лівому березі річки Полузір'я, вище за течією на відстані 3,5 км розташоване село Васьки, нижче за течією на відстані 2 км розташоване село Твердохліби, на протилежному березі — села Андріївка та Левенцівка. Річка в цьому місці звивиста, утворює лимани, стариці та заболочені озера.